# بازی ابری
بازی اَبری (به انگلیسی: cloud gaming) یک سکوی ابری برای بازی‌های ویدیویی دیجیتال است که از کارساز برای پردازش و از بستر اینترنت برای ایجاد ارتباط استفاده می‌کند. بازی ابری کمترین نیاز به سخت‌افزار قدرتمند را دارد و از طریق اینترنت از تجهیزات ابری ارایه‌شده استفاده می‌کند. رایانش و رندرینگ این بازی‌ها در سرور راه دور انجام می‌شود و دستگاهی مانند رایانه شخصی وظیفه ایجاد تعامل را بر عهده دارد. از سکوهای بازی ابری می‌توان به GeForce Now، Xbox Cloud Gaming و PlayStation Now اشاره کرد.